# Afonso Bezerra
Afonso Bezerra is een gemeente in de Braziliaanse deelstaat Rio Grande do Norte. De gemeente telt 10.594 inwoners (schatting 2009).